# Klassisches Wertparadoxon
Das klassische Wertparadoxon (oder klassische Wertantinomie, Wasser-Diamanten-Paradoxon) des John Law geht in der Volkswirtschaftslehre davon aus, dass Güter mit hohem Gebrauchswert kostenlos sind, Güter mit geringem Gebrauchswert dagegen einen hohen Preis aufweisen.

## Allgemeines
Ein Paradoxon ist eine Aussage, die der allgemeinen Erwartung der herrschenden Meinung oder einem Standard auf unerwartete Weise zuwiderläuft oder beim üblichen Verständnis der betroffenen Begriffe zu einem Widerspruch führt. Wendet man diese Definition des Paradoxons auf das Wertparadoxon an, so gibt es kein „Wertparadoxon“. Gebrauchswert und Tauschwert sind keine Erscheinungsformen derselben logischen Kategorie „Wert“, sondern selbständige Kategorien und erklären ganz verschiedene Sachverhalte.
Kern des „Paradoxons“ ist die Unterscheidung zwischen Gebrauchs- und Tauschwert. John Law beobachtete 1705, dass Wasser einen hohen Gebrauchswert, aber nur einen geringen Tauschwert habe, bei Diamanten dagegen sei das Gegenteil der Fall. Adam Smith beschrieb 1776 in seinem grundlegenden Werk Der Wohlstand der Nationen, der Wert „drückt manchmal die Nützlichkeit einer Sache aus, manchmal die Fähigkeit, mit Hilfe eines solchen Gegenstandes, andere Güter im Tausch zu erwerben“. Hierdurch griff er Laws Unterscheidung nach Gebrauchs- und Tauschwert auf, die bereits François Quesnay kannte.

## Inhalt
Das Paradoxon stellt einerseits freie Güter (Wasser) und knappe Güter (Diamanten) gegenüber, andererseits untersucht es deren Gebrauchs- und Tauschwert. Der Tauschwert von Gütern (englisch value in exchange) hängt nach Adam Smith nicht von ihrem Gebrauchswert (englisch value in use) ab.
| Güterart    | Beispiel        | Gebrauchswert | Tauschwert         |
| ----------- | --------------- | ------------- | ------------------ |
| freies Gut  | Luft, Wasser    | hoch          | gering / kostenlos |
| knappes Gut | Diamanten, Gold | niedrig       | hoch               |

Das Paradoxon geht einerseits von einem unterschiedlich hohen (objektiven) Gebrauchswert und einem niedrigen (objektiven) Tauschwert (Preis) bei Wasser aus, andererseits gäbe es einen niedrigen Gebrauchswert bei hohem Tauschwert (Diamanten). Das Paradoxon wird gelöst durch Berücksichtigung des subjektiven Gebrauchswerts und der relativen Knappheit eines Gutes.

## Geschichte
Für John Law war der Wert der Güter „nicht etwa deshalb größer oder geringer, weil ihr Gebrauch weniger wertvoll oder nötig ist, sondern vielmehr von deren größerer oder geringerer Nachfragemenge abhängt“. „Wasser besitzt großen Nutzen, aber geringen Wert, die Menge des vorhandenen Wassers ist nämlich im Verhältnis viel größer als die Nachfrage danach. Diamanten haben zwar einen geringen Nutzen, aber einen großen Wert, da die Nachfrage nach Diamanten viel größer als ihre angebotene Menge ist“. Diese widersprüchlich erscheinende Beobachtung, dass ein Unterschied bestehen kann zwischen Nutzen, Nutzwert einerseits und Tauschwert, Wert und Preis andererseits eines bestimmten Gutes, ist lediglich prima vista ein Widerspruch.
Adam Smith nahm wie folgt hierzu Stellung: „Es ist zu beachten, dass das Wort Wert zwei verschiedene Bedeutungen besitzt. Es drückt manchmal die Nützlichkeit eines bestimmten Gegenstandes aus und manchmal die durch den Besitz dieses Gegenstandes verliehene Fähigkeit, andere Waren zu kaufen. Das eine kann man Gebrauchswert, das andere Tauschwert nennen. Die Gegenstände, die den größten Gebrauchswert haben, besitzen häufig einen geringen oder gar keinen Tauschwert, während andererseits diejenigen, die den größten Tauschwert haben, oft einen geringen oder keinen Gebrauchswert besitzen. Nichts ist nützlicher als Wasser, aber man kann damit kaum etwas kaufen oder eintauschen. Ein Diamant hingegen hat kaum irgendeinen Gebrauchswert, aber eine große Menge anderer Waren ist häufig dafür im Austausch erhältlich“.
David Ricardo stellte 1821 den Vergleich zwischen Wasser und Luft einerseits und Gold andererseits her. „Es gibt einige Dinge, deren Wert nur von ihrer Seltenheit abhängt. Keine Arbeit kann ihre Zahl vermehren, und daher kann ihr Wert nicht durch ein vermehrtes Angebot herabgesetzt werden. Einige auserlesene Statuen und Bilder, seltene Bücher und Münzen, Wein von spezieller Qualität, der nur aus Trauben gekeltert werden kann, die auf besonderem Boden beschränkter Ausdehnung gedeihen, gehören zu dieser Kategorie. Ihr Wert ist völlig unabhängig von der zu ihrer Produktion ursprünglich erforderlichen Menge Arbeit, und er verändert sich mit dem Wechsel des Wohlstandes und der Neigungen derer, die sie zu besitzen wünschen. Allerdings stellen diese Dinge nur einen sehr kleinen Teil der Warenmasse dar, die täglich auf dem Markt ausgetauscht wird. Der weitaus größte Teil der Gegenstände, für die ein Bedürfnis besteht, wird durch Arbeit gewonnen. Sie können nicht nur allein in einem, sondern in vielen Ländern in fast unbegrenzter Menge vermehrt werden, wenn wir dazu bereit sind, die für ihre Erzeugung notwendige Arbeit aufzuwenden. Wenn wir also von Waren, ihrem Tauschwert und den Prinzipien reden, die ihre relativen Preise bestimmen, so haben wir stets nur solche im Auge, deren Menge durch menschliche Arbeit vermehrt werden kann und deren Produktion durch uneingeschränkte Konkurrenz beherrscht wird“.
Carl Menger hat 1871 dieses Wertparadoxon mit dem Vergleich von Zwieback und Gold auf einem Schiff implizit aufgegriffen. Er bediente sich dabei der Güter, die auch bei Daniel Defoes Roman Robinson Crusoe (1719) Bestandteil der Schiffsladung waren und löste das Wertparadoxon mit Hilfe der Betrachtung des Grenznutzens. Diesen Weg schlugen auch – unabhängig voneinander – William Stanley Jevons (ebenfalls 1871) und Léon Walras (1874) ein.
Die Klassiker behalfen sich damit, Diamanten als „Seltenheitsgüter“ zu definieren, was die Frage nach der Ursache des hohen Preises aber nicht hinreichend beantworten konnte.
Karl Marx unternahm in der von ihm genutzten Arbeitswerttheorie unter anderem den Versuch, das Wesentliche im Widerspruch zwischen Gebrauchs- und Tauschwert aufzudecken. Während der Gebrauchswert die Beziehung der Dinge zu den menschlichen Bedürfnissen ausdrückt, drückt der Tauschwert die Beziehungen zwischen den Menschen aus. Es bestehe, wie schon Smith zeigte, keine direkte Verbindung zwischen den Proportionen von Gebrauchswert und Tauschwert. Aus marxistischer Perspektive wurde ebenfalls eingewandt, dass es sich bei dem Wasser-Diamanten-Paradoxon um einen Sonderfall handle: Es wird eben davon ausgegangen, dass kein Markt bestehe. Die Werttheorie gilt jedoch nur unter den Voraussetzungen, dass Marktkonkurrenz zwischen industriell produzierten Waren herrscht. Dies formulierte schon  Ricardo. Insofern fallen auch alle Waren aus der Betrachtung, die nicht unter diesen Voraussetzungen produziert werden können, wie Kunstwerke, historische Funde usw. In einer Krise mag der Preis von Brot in unermessliche Höhen steigen, um vor dem Verhungern zu bewahren. Die Arbeitswerttheorie gilt jedoch nur für Warenwerte bzw. Warenpreise, die unter normaler marktwirtschaftlicher Konkurrenz zustande kommen.
Die Neoklassische Theorie gibt mit ihrer marginalistischen Betrachtung einen Lösungsvorschlag für das Wertparadoxon. Der Wert (ausgedrückt als Preis) eines Gutes ergibt sich danach aus seinem Grenznutzen (Güternachfrage) und seinen Grenzkosten (Güterangebot).

## Wirtschaftliche Aspekte
Die Arbeitswerttheorie geht davon aus, dass der Tauschwert eines Gutes durch die dafür aufgewendete Arbeitszeit bestimmt werde. Diese Form der objektiven Wertlehre kann das klassische Wertparadoxon nicht auflösen. Lösbar wird es erst im Kontext der subjektiven Wertlehre des Marginalismus der Grenznutzentheorie, der den individuellen Nutzen eines Gutes von dessen verfügbarer Menge (Knappheit) unter der Annahme eines abnehmenden Grenznutzens sieht. Während der Tauschwert eines letzten Liter Wassers für die Teilnehmer einer Wüstenexpedition gigantische Ausmaße annimmt, ist er in Gesellschaften, die schlicht den Wasserhahn aufdrehen, sehr niedrig. Reichlich vorhandenes Wasser verschafft einen geringen individuellen Grenznutzen und hat einen entsprechend niedrigen (oder gar keinen) Preis, während Diamanten einen hohen Grenznutzen stiften, woraus ein hoher Preis resultiert.